# عبد الهادي القصبي
عبد الهادي القصبي  رئيس ائتلاف دعم مصر  (زعيم الأغلبية) بمجلس النواب المصري.   تم انتخابه في هذا الموقع منذ عام 2018، كما أُنتخب كأول رئيس للجنة التضامن الاجتماعي والأسرة والأشخاص ذوى الإعاقة بمجلس النواب عام 2016 ولـ5 أدوار انعقاد متصلة وقد حصل القصبي على وسام الجمهورية للعلوم والفنون من الطبقة الأولى عام 2014.

## نشأته السياسية
هو عبد الهادي أحمد عبد الهادي القصبي،
```
ولد القصبي بمدينة طنطا بمحافظة الغربية. والده هو السيد أحمد عبد الهادي القصبي عضو مجلس الأمة والذي تولى موقع محافظ لمحافظة بنى سويف ثم عُين محافظاً للغربية لمدة عشر سنوات. كما شغل أحمد القصبي منصب شيخ مشايخ الطرق الصوفية بجمهورية مصر العربية.
```

تخرج القصبي في كلية التجارة جامعة طنطا عام 1985 وعمل بالقطاع المرفي لمدة 20 عام. كما أنتخب بعد تخرجه عضواً بالمجلس المحلي لمحافظة الغربية لعدة دورات. ومارس العمل الحزبي حيث كان أميناً مساعد لأمانة شباب محافظة الغربية ثم أميناً لأول لجنة لأمانة المهنين. وعضو المكتب السياسي للحزب الوطني. ثم أنتخب عضواً لمجلس الشورى 2007 وظل يعمل في العمل النيابي حتى 2020.

## الأوسمة
- منح الرئيس المصري عبد الفتاح السيسي عبد الهادي القصبي وسام الجمهورية للعلوم والفنون من الطبقة الأولى عام 2014.[8]